# Antonio Lemos Guzmán
Antonio José Lemos Guzmán (Popayán, 1901-Bogotá, 1967) fue un político, médico y catedrático colombiano, miembro del Partido Liberal Colombiano.
Ocupó varios cargos públicos, entre ellos diputado y gobernador del Cauca; tres veces congresista y Alcalde de Popayán, fue también un destacado académico, fue Rector de la Universidad del Cauca, fundador de la facultad de ingeniería industrial de dicha universidad y creador de la Escuela de artes y oficios que fue precursora del Servicio Nacional de Aprendizaje (SENA).